# Listă de actori - N
|  | Listă de actori \| \| Listă de actori - A \| Liste alfabetice de actori și actrițe \| Listă de actrițe A - B - C - D - E - F - G - H - I - J - K - L - M - N - O - P - Q - R - S - T - U - V - W - X - Y - Z |

## Actori - N
| - Laurence Naismith (1908 - 1992) - Ingo Naujoks (* 1962) - Amedeo Nazzari (1907 - 1979) - Liam Neeson (* 1952) - Franco Nero (* 1941) - Wolfgang Neuss (1923 - 1989) - Günther Neutze (1921 - 1991) | - Barry Newman (* 1938) - Paul Newman (1925 - 2008) - Jack Nicholson (* 1937) - Leslie Nielsen (1926 - 2010) - Hans Nielsen (1911 - 1965) - Leonard Nimoy (1931 - 2015) - David Niven (1910 - 1983) | - Ulrich Noethen (* 1959) - Philippe Noiret (1930 - 2006) - Nick Nolte (* 1941) - Tommy Noonan (1922 - 1968) - Chuck Norris (* 1940) - Edward Norton (* 1969) - Tony Norton ( ? ) - Ramon Novarro (1899 - 1968) |

## Actrițe
|  | Listă de actrițe \| \| Listă de actori \| Liste alfabetice de actori și actrițe \| Listă de actrițe A - B - C - D - E - F - G - H - I - J - K - L - M - N - O - P - Q - R - S - T - U - V - W - X - Y - Z |